# Ричардсон, Гай
Гай Колкахун Ричардсон (англ. Guy Colquhoun Richardson; 8 сентября 1921, Гилфорд — 27 октября 1965, Хиллингдон, Большой Лондон) — британский гребец, выступавший за сборную Великобритании по академической гребле в конце 1940-х годов. Серебряный призёр летних Олимпийских игр в Лондоне.

## Биография
Гай Ричардсон родился 8 сентября 1921 года в городе Гилфорд графства Суррей, Англия. Сын офицера британской армии Александра Ричардсона, выигравшего серебряную медаль в бобслее на зимних Олимпийских играх в Шамони.
Занимался академической греблей во время учёбы в Кембриджском университете, состоял в университетской восьмёрке, в частности в 1947 и 1948 годах выигрывал традиционную регату «Оксфорд — Кембридж».
Благодаря череде удачных выступлений вошёл в состав британской национальной сборной и удостоился права защищать честь страны на домашних летних Олимпийских играх 1948 года в Лондоне. В составе экипажа-восьмёрки, куда также вошли гребцы Кристофер Бартон, Майкл Лапейдж, Пол Берчер, Пол Мэсси, Чарльз Ллойд, Джон Мейрик, Альфред Меллоус и рулевой Джек Дирлов, благополучно преодолел предварительный квалификационный этап, взяв верх над командами Норвегии и Дании, затем на стадии полуфиналов прошёл команду Канады. Британские гребцы считались здесь единственными достойными соперниками для главных фаворитов соревнований американцев, представителей Калифорнийского университета в Беркли, однако в решающем финальном заезде конкурентной борьбы не получилось — британцы отстали более чем на десять секунд и вынуждены были довольствоваться серебряными олимпийскими медалями.
После лондонской Олимпиады Ричардсон больше не показывал сколько-нибудь значимых результатов в академической гребле на международном уровне.
Умер 27 октября 1965 года в Хиллингдоне в возрасте 44 лет.